# 気
気 (esprit, âme, souffle, humeur) est un kanji composé de 6 traits et fondé sur 气. Il fait partie des kyōiku kanji et est étudié en 1re année.
Il se lit き (ki) ou け (ke) en lecture on et いき (iki) en lecture kun.
気 (pinyin : qi) se lit chi en chinois. On retrouve ce sens d'énergie/flux vital dans les mots aïkido (d'origine japonaise), reiki (d'origine japonaise).